# Jennifer Love Hewitt
Pour les articles homonymes, voir Hewitt et Love.
Jennifer Love Hewitt [ˈd͡ʒɛnɪfɚ lʌv ˈhjuːˌɪt] est une actrice, réalisatrice, productrice, scénariste et chanteuse américaine, née le 21 février 1979 à Waco (Texas).
Active dès son plus jeune âge, elle commence sa carrière en apparaissant dans diverses publicités et dans la série Kids Incorporated de Disney Channel. Elle accède à la renommée grâce à son rôle de Sarah Reeves dans la série télévisée familiale La Vie à cinq (1995-1999). Le succès de la série lui ouvre les portes du cinéma et elle joue, notamment, dans les films d'horreurs populaires Souviens-toi… l'été dernier et Souviens-toi… l'été dernier 2.
De 2005 à 2010, Hewitt connaît le succès en étant la vedette de la série dramatique et fantastique Ghost Whisperer. Son interprétation de Melinda Gordon lui permet de remporter deux Saturn Awards en 2007 et 2008 en tant que meilleure actrice de télévision.
En 2011, elle joue dans La Double Vie de Samantha, un téléfilm plébiscité par la critique qui lui vaut une citation pour le Golden Globe de la meilleure actrice dans une mini-série ou un téléfilm. Elle jouera ensuite, de 2012 à 2013, dans la série The Client List, adaptée de ce long métrage. De 2014 à 2015, elle incarne l'agent spécial Kate Callahan dans la série policière à succès Esprits criminels.
Après une pause pour se consacrer à sa famille, elle fait son retour en 2018 dans la deuxième saison de la série dramatique et médicale 9-1-1 de Ryan Murphy.
En plus de son travail d'actrice, Jennifer Love Hewitt est productrice de certains de ses projets cinématographiques et télévisuels.

## Biographie

### Enfance et formation
Née à Waco dans l'État du Texas, Jennifer Love Hewitt est la fille de Patricia Mae (née Shipp) (1945-2012) et de Herbert Daniel Hewitt (1942-).
Elle a ensuite grandi à Nolanville, une ville du Texas, ainsi qu'en Arkansas. Elle a un frère aîné, Todd Daniel Hewitt (né le 8 novembre 1970), qui l'a prénommée Jennifer, car lorsqu'elle est née, il était amoureux d'une fille qui portait ce prénom. Sa mère lui a aussi donné le deuxième prénom « Love » en hommage à sa meilleure amie qui portait aussi ce prénom. Ses parents ont divorcé lorsqu'elle était très jeune et sa mère Patricia l'a élevée seule avec son frère.
À l'âge de trois ans, elle monte sur scène pour la première fois en chantant The Greatest Love of All lors d'un spectacle, et à cinq ans elle suit des cours de claquettes, danse, théâtre et chant. Quatre ans plus tard, à l'âge de neuf ans, elle intègre la troupe, le Texas Show Team, faisant des tournées à travers le monde.
À l'âge de dix ans, Jennifer s'installe à Los Angeles avec sa mère et son frère, afin de devenir actrice et chanteuse. Elle y fréquente le lycée Lincoln High School où elle rencontre notamment Jonathan Neville, qui recommande à la production de la série La Vie à cinq d'engager Jennifer.

### Carrière

#### Débuts précoces et révélation

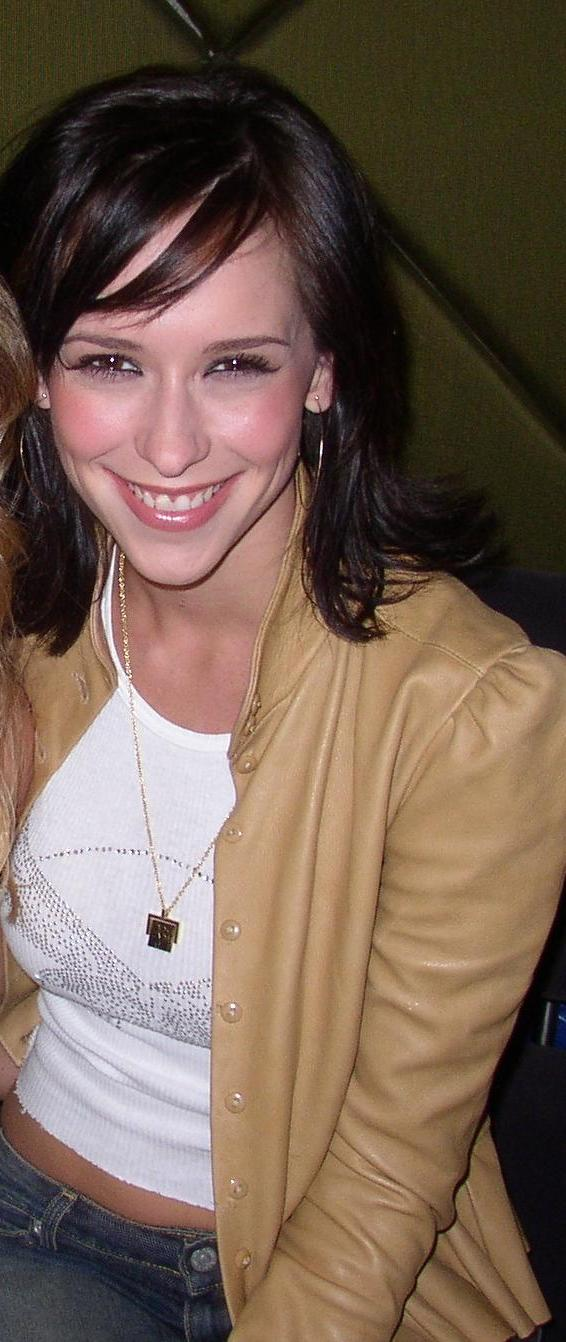
Jennifer Love Hewitt en septembre 2002.

Souhaitant devenir actrice, elle court les castings et joue dans plusieurs publicités, y compris pour les jouets Mattel. Elle décroche un poste de présentatrice sur Disney Channel dans l'émission pour enfants Kids Incorporated qui la fait connaître du public en 1989,, puis obtient son premier rôle à quatorze ans dans Sister Act, acte 2 en 1993.
Entre-temps, elle est à l'affiche de l'éphémère sitcom comique et familiale du réseau Fox Broadcasting Company, inédite en France, Shaky Ground aux côtés de Matt Frewer, Robin Riker et Bradley Pierce.
En 1992, elle se lance également dans la chanson, en sortant un album intitulé Love Songs. Un essai qu'elle confirme plus tard en participant à la bande originale du film Souviens-toi... l'été dernier 2, puis d'autres albums jusqu'en 2002 dont BareNaked.
En 1994, toujours en collaboration avec 20th Century Fox Television, elle participe à la série dramatique The Byrds of Paradise avec notamment Timothy Busfield et Seth Green.
En 1995, à l'âge de seize ans, elle joue dans la série télévisée La Vie à cinq. Cette série familiale révèle l'actrice et décroche de nombreux prix et citations,, dont le Golden Globe de la meilleure série télévisée dramatique.
En 1996, au cinéma, elle reste dans le registre familial et joue un second rôle aux côtés de Jamie Lee Curtis dans Kid... napping !, une comédie d'Harry Winer. Le film sort en salles le 27 novembre 1996 aux États-Unis et est commercialisé en vidéofilm pour le public français.
Entre 1997 et 1998, elle partage son temps entre sitcoms et studios de cinéma puisqu'elle tourne les deux films Souviens-toi... l'été dernier 1 et 2. Ses deux slasher movie sont des succès au box office, et l'interprétation de l'actrice est saluée, elle remporte deux Blockbuster Entertainment Awards.
Parallèlement, elle porte aussi d'autre projets : La comédie indépendante Trojan War de George Huang aux côtés de Will Friedle et Marley Shelton. Elle est à l'affiche de la comédie romantique, plus exposée, Big Party de Harry Elfont et Deborah Kaplan. Elle y occupe le premier rôle féminin entourée des acteurs Seth Green, Charlie Korsmo, Peter Facinelli et Ethan Embry. Le film décroche la quatrième place du box-office à sa sortie, divise la critique mais lui vaut cependant deux citations : l'une pour les populaires MTV Movie & TV Awards dans la catégorie meilleure performance féminine et une nouvelle reconnaissance des Young Artist Awards.
En 1998, elle fait partie du quatuor vedette de Telling You, une petite comédie dramatique qu'elle mène aux côtés de Peter Facinelli, Matthew Lillard et Dash Mihok.
En 1999, avec la fin de la série La Vie à cinq, elle reprend son rôle dans le spin-off de la série, intitulé Sarah, dont elle est également la coproductrice. Mais la série dérivée est arrêtée prématurément, faute d’audiences. Dans le même temps, elle est la vedette de la comédie The Suburbans, un échec critique.

#### Passage à la production et succès

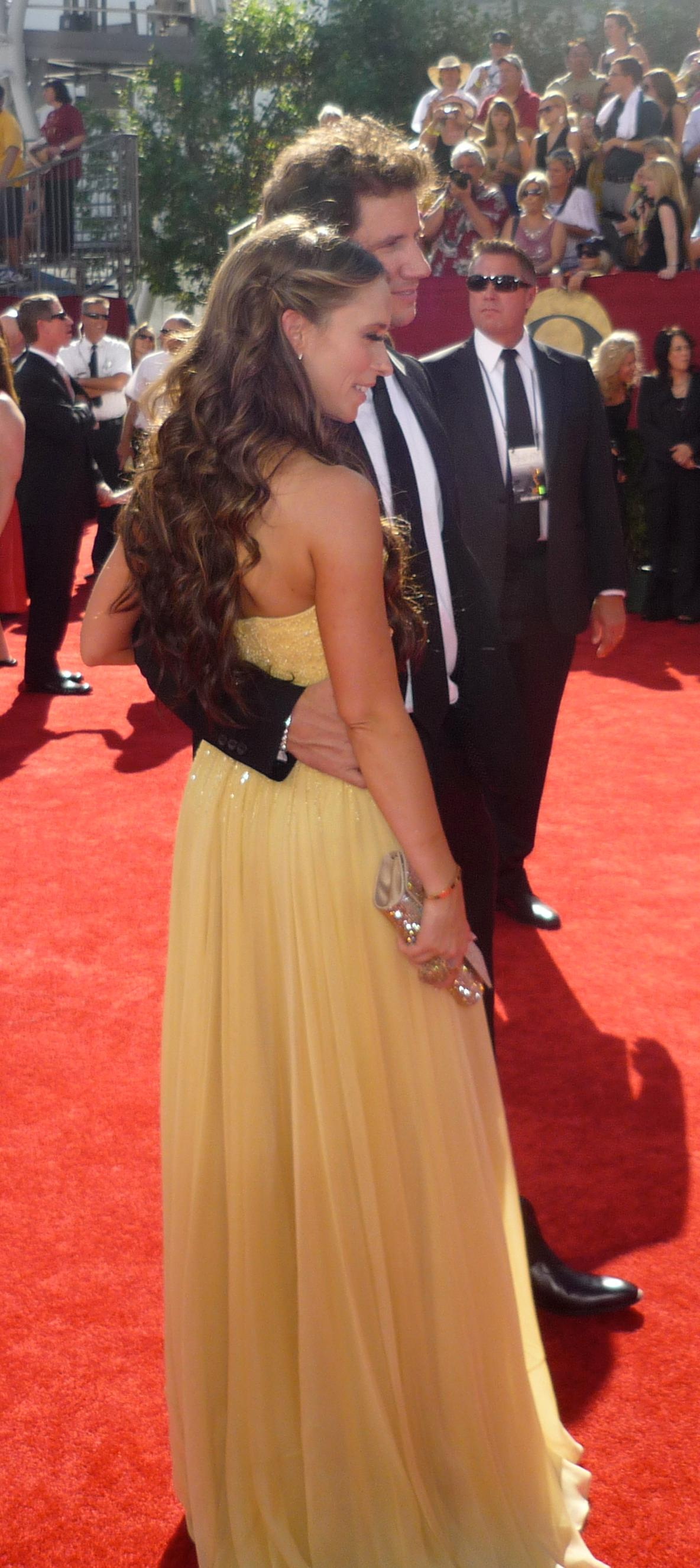
Jennifer Love Hewitt et Jamie Kennedy à la 61e cérémonie des Primetime Emmy Awards, en 2009.

Elle commence la décennie 2000, en étant la coproductrice et l'héroïne d'un téléfilm biographique qui raconte la vie de l'actrice Audrey Hepburn, de sa prime d'enfance en Belgique à son triomphe sur le tournage de Diamants sur canapé, Audrey Hepburn, une vie.
En 2001, elle fait son retour sur grand écran dans le film Beautés empoisonnées (Heartbreakers) aux côtés de Sigourney Weaver, Gene Hackman et Ray Liotta, le film est un succès et décroche la première place du box-office à sa sortie, puis, elle signe un retour dans les bacs des disquaires en 2002 avec son quatrième album BareNaked.
En 2001, elle apparaît aux côtés d'Enrique Iglesias dans le clip de sa chanson Hero.
En 2002, elle chante I'm Gonna Love You dans le film d'animation Disney Le Bossu de Notre-Dame 2 : Le Secret de Quasimodo puis en 2004, deux chansons dans le film Si seulement..., Love Will Show You Everything et Take My Heart Back.
En 2002, au cinéma, elle joue dans la comédie d’action Le Smoking avec Jackie Chan, qui reçoit des critiques négatives mais rencontre le succès au box-office.
Entre 2004 et 2006, elle joue dans Garfield et Garfield 2 avec Breckin Meyer. Elle continue dans le récit romantique-dramatique qu'elle a elle-même produite : Si seulement..., aux côtés de Paul Nicholls (en).
En 2005, elle produit et joue dans la romance Katya : Victime de la mode. Mais cette année-là, elle est surtout l'héroïne et la coproductrice de la série télévisée Ghost Whisperer, diffusée sur CBS aux États-Unis. Le show met en scène Mélinda Gordon, une jeune mariée qui a hérité de sa grand-mère le don de communiquer avec les esprits des morts. Elle utilise cette faculté pour faire passer les messages des morts à leurs proches pour ainsi les faire passer « de l'autre côté ».
Cette série connaît un succès auprès du public et de la critique. L'actrice renoue avec les hauteurs et remporte notamment deux Saturn Award de la meilleure actrice de télévision.
La série est finalement annulée en mai 2010 par la chaîne au bout de cinq saisons. Elle aurait gagné 6,5 millions de dollars américains sur la période 2009-2010.
Entretemps, elle est aussi choisie pour intégrer le casting du film Sexy Devil, aux côtés de Alec Baldwin, Kim Cattrall, Anthony Hopkins et Dan Aykroyd, qui sort en 2007 sur les écrans.

#### Confirmation à la télévision

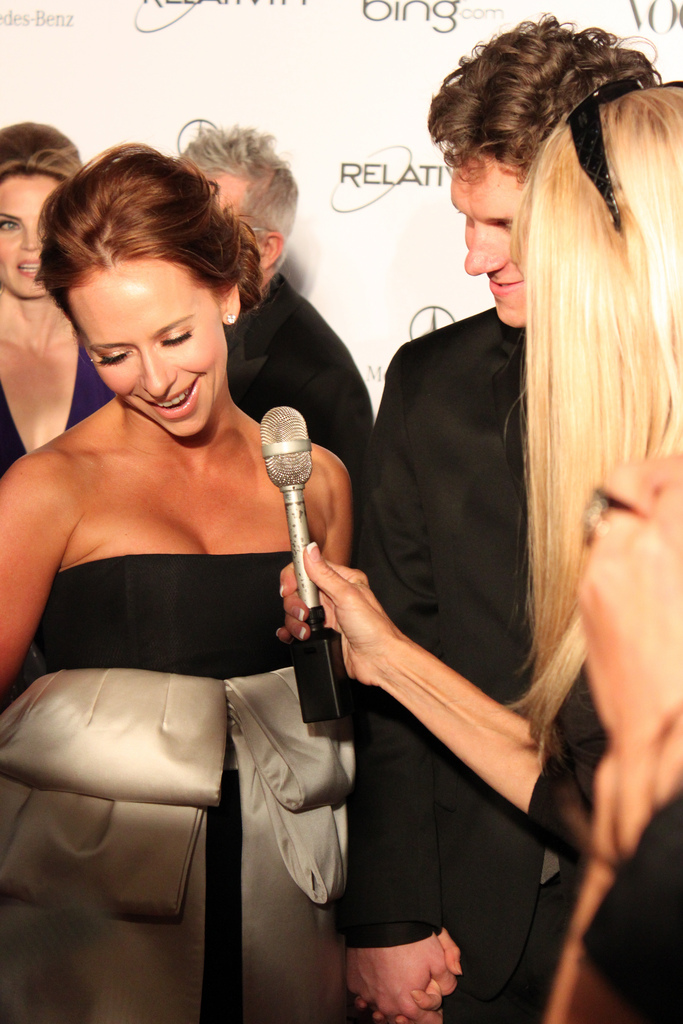
Jennifer Love Hewitt, en avril 2011.

En 2010, elle est l'héroïne du drame Butterfly Café, aux côtés de son compagnon de l'époque Jamie Kennedy.

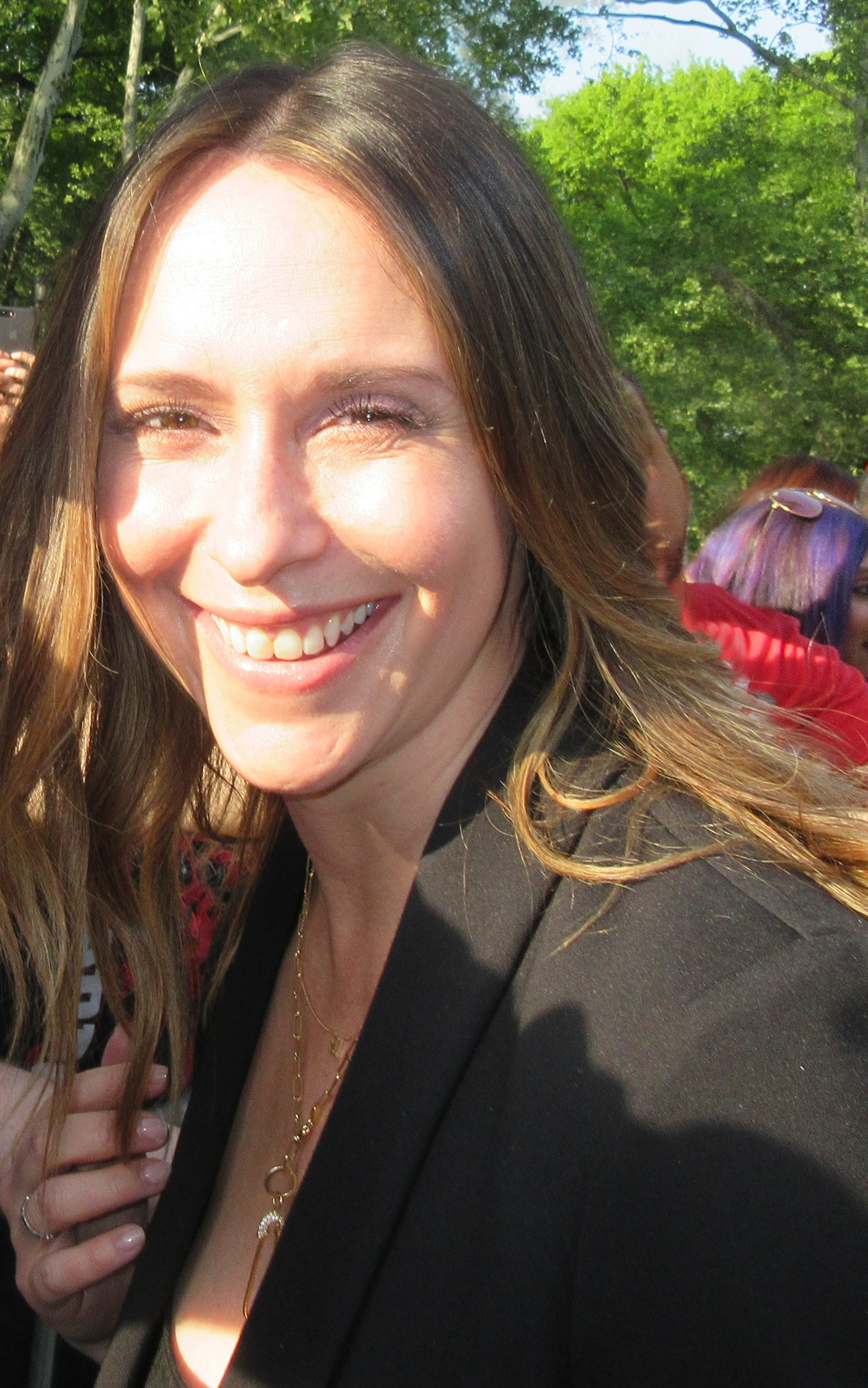
Jennifer Love Hewitt en mai 2018.

En juillet de la même année, Jennifer revient à la télévision dans le téléfilm La Double Vie de Samantha (The Client List) produit par la chaîne Lifetime. Elle y interprète une mère de famille contrainte de fréquenter le monde de la prostitution afin de subvenir aux besoins de ses deux enfants et de son mari, ce dernier ne pouvant plus travailler à cause d'une blessure au genou. Le téléfilm est plébiscité par la critique et l'interprétation d'Hewitt lui permet d'obtenir une citation pour le Golden Globe de la meilleure actrice dans une mini-série ou un téléfilm.
Le 28 septembre 2010, elle apparaît dans le troisième épisode de la douzième saison de la série télévisée New York, unité spéciale diffusé sur NBC. En parallèle, Jennifer publie un livre sur l'amour, où elle parle de son expérience dans le domaine de la séduction, The Day I Shot Cupid, qui connaît un succès aux États-Unis.
En juin 2011, Jennifer fait une apparition dans son propre rôle dans la série Love Bites de NBC. Elle participe ensuite à trois épisodes de Hot in Cleveland diffusé sur TV Land. Elle s'illustre dans le film indépendant Butterfly Café, qui obtient des critiques élogieuses.
En 2012, elle porte la comédie romantique indépendante : Jewtopia avec Ivan Sergei.
À la suite des succès du téléfilm La Double Vie de Samantha, une série télévisée est lancée en 2012. Dans The Client List, elle continue à incarner une mère de famille qui doit travailler dans un spa pour payer ses dettes. Mais en novembre 2013, la série est annulée au bout de deux saisons et 25 épisodes.
En juillet 2014, la chaîne CBS annonce que Jennifer Love Hewitt rejoint la distribution principale de la série télévisée Esprits criminels dans le rôle de Kate Callahan, un agent secret chevronné, introduit dès le premier épisode de la dixième saison. Au cours de la production de cette même saison, l'actrice est tombée enceinte et quitte la distribution de la série à la fin de la saison, avec la possibilité d'apparaître à nouveau.
Après une pause significative dans sa carrière, l'actrice ayant souhaité prendre le temps de s'occuper de ses enfants et à la suite du départ de Connie Britton, elle fait son retour en rejoignant la distribution de la deuxième saison de la série dramatique et médicale, créée par Ryan Murphy, 9-1-1, aux côtés d'Angela Bassett et Peter Krause. Elle tient le rôle de Maddie, l'une des opératrices téléphoniques des urgences, sœur de l'un des protagonistes principaux, diffusée depuis le 3 janvier 2018 sur la Fox,.
Le film familial Un Quartier Totalement Wouf!, produit par Haim Saban, dont elle est l’une des actrices avec Dolph Lundgren, Jerry O'Connell, Eric Roberts, Rob Schneider, Danny Trejo et Malcolm McDowell, paru en 2021 aux États-Unis, sort en 2023 en France sur Amazon Prime.

### Vie privée
Jennifer Love Hewitt a fréquenté l'acteur et producteur Fred Savage en 1993, l'acteur et musicien Joseph Lawrence de décembre 1995 à juillet 1996, l'acteur Will Friedle de 1996 à 1997, l'animateur de télévision Carson Daly de 1997 à 1999, l'auteur-compositeur-interprète Rich Cronin d'octobre 1999 à mars 2001, l'acteur Patrick Wilson d'avril 2001 à juillet 2002, le musicien John Mayer en 2002, l'acteur Antonio Sabàto, Jr. d'octobre à décembre 2003 et le producteur de musique Scott Austin de juin 2004 à mars 2005.
En novembre 2005, elle devient la compagne de l'acteur écossais Ross McCall - rencontré sur le tournage de Ghost Whisperer. Ils se sont fiancés en novembre 2007, lors d'un séjour à Hawaï. Cependant, ils ont rompu leurs fiançailles en décembre 2008. Elle a, par la suite, été en couple avec son partenaire dans Ghost Whisperer, Jamie Kennedy, de janvier 2009 à mars 2010. Elle a également fréquenté l'acteur Alex Beh de juillet 2010 à mai 2011, et l'acteur Jarod Einsohn d'août 2011 à mars 2012.
Depuis mars 2012, elle est la compagne de l'acteur Brian Hallisay, rencontré sur le tournage de The Client List. Après s'être fiancés en mai 2013, ils se sont secrètement mariés le 21 novembre 2013. Ensemble, ils ont trois enfants : une fille, Autumn James Hallisay (née le 26 novembre 2013), un garçon, Atticus James Hallisay (né le 24 juin 2015), puis un deuxième garçon, Aidan James Hallisay, (né le 26 août 2021, dont elle a annoncé sur les réseaux sociaux, le 18 mai 2021, être enceinte).
Le 12 juin 2012, sa mère, Patricia Mae Hewitt, meurt d'un cancer à l'âge de 67 ans.

## Filmographie

### Comme actrice

#### Cinéma

##### Films
- 1992 : Munchie de Jim Wynorski : Andrea Kurtz
- 1993 : Little Miss Millions (en) de Jim Wynorski : Heather Lofton
- 1993 : Sister Act, acte 2 (Sister act 2 : Back in the habit) de Bill Duke : Margaret
- 1996 : Kid... napping ! (House arrest) de Harry Winer : Brooke Figler
- 1997 : Trojan War de George Huang : Leah
- 1997 : Souviens-toi… l'été dernier (I Know What You Did Last Summer) de Jim Gillespie : Julie James
- 1998 : Big Party (Can't hardly wait) de Harry Elfont : Amanda Beckett
- 1998 : Telling You (en) de Robert DeFranco : Deb Fribman
- 1998 : Souviens-toi… l'été dernier 2 (I Still Know What You Did Last Summer) de Danny Cannon : Julie James
- 1999 : The Suburbans de Donal Lardner Ward : Cate
- 2001 : Beautés empoisonnées (Heartbreakers) de David Mirkin : Page Conners / Jane Welstrom / Wendy / Alison
- 2002 : Le Smoking (The Tuxedo) de Kevin Donovan : Del Blaine
- 2004 : Sexy Devil (The Devil and Daniel Webster/Shortcut to hapiness) d'Alec Baldwin : le Diable
- 2004 : Si seulement... (If only) de Gil Junger : Samantha Andrews - également productrice
- 2004 : Garfield (Garfield : The movie) de Peter Hewitt : Liz
- 2004 : Amours et Trahisons (The truth about love) de John Hay : Alice Holbrook[65]
- 2006 : Garfield 2 (Garfield : A tale of two kitties) de Tim Hill : Liz
- 2008 : Tonnerre sous les tropiques (Tropic thunder) de Ben Stiller : elle-même
- 2011 : Butterfly Café (Café) de Marc Erlbaum : Claire[66]
- 2012 : Jewtopia de Bryan Fogel : Alison Marks - également productrice
- 2025 : Souviens-toi… l'été dernier (I Know What You Did Last Summer) de Jennifer Kaytin Robinson : Julie James

##### Films d'animation
- 1998 : Zoomates de Butch Hartman : Helen (voix originale)
- 2002 : Le Bossu de Notre-Dame 2 : Le Secret de Quasimodo de Bradley Raymond : Madellaine (voix originale)
- 2002 : The Adventures of Tom Thumb and Thumbelina de Glenn Chaika : Thumbelina (voix originale)
- 2002 : Puissance 3 (Groove Squad) de Patrick A. Ventura : Chrissy (voix originale)
- 2008 : Delgo de Marc F. Adler et Jason Maurer : la princesse Kyla (voix originale)
- 2009 : The Magic 7 de Roger Holzberg : Erica (voix originale)
- 2009 : Yes, Virginia de Pete Circuitt : Laura O'Hanlon (voix originale)

#### Télévision

##### Téléfilms
- 1992 : Running Wilde de Mark Tinker : la fille de Wilde
- 2000 : Audrey Hepburn, une vie (The Audrey Hepburn story) de Steven Robman : Audrey Hepburn - également co-productrice exécutive
- 2004 : In the Game de James Widdoes : Riley Reed - également scénariste
- 2004 : A Christmas Carol d'Arthur Allan Seidelman : Emily
- 2005 : Confessions d'une adorable emmerdeuse (Confessions of a Sociopathic Social Climber) de Dana Lustig : Katya Livingston - également consultante executive Connu aussi sous le titre Katya - Victime de la mode
- 2010 : La Double Vie de Samantha (The Client list) d'Eric Laneuville : Samantha Horton - également productrice exécutive
- 2011 : L'Amour à la une (The Lost Valentine) de Darnell Martin : Susan Alison - également productrice exécutive
- 2021 : Un quartier totalement wouf ! (Pups Alone) de Alex Merkin : Gidget (voix)
- 2024 : The Holiday Junkie : Andi - également réalisatrice

##### Séries télévisées
- 1990-1991 : Kids Incorporated : Robin (14 épisodes)
- 1992-1993 : Shaky Ground : Bernadette Moody (17 épisodes)
- 1994 : The Byrds of Paradise (en) : Franny Byrd (12 épisodes)
- 1994-1995 : Les McKenna : Cassidy McKenna (4 épisodes)
- 1995-1999 : La Vie à cinq (Party of five) : Sarah Reeves (100 épisodes)
- 1998 : Incorrigible Cory : Jennifer Love Fefferman (saison 5, épisode 17)
- 1999 : Hercule (Hercules) : Medusa (animation, voix originale - saison 2, épisode 12)
- 1999-2001 : Sarah (Time of Your Life) : Sarah Reeves (20 épisodes) - également productrice de l'épisode pilote
- 2004 : Mes plus belles années (American dreams) : Nancy Sinatra (saison 2, épisode 10)
- 2005-2010 : Ghost Whisperer : Melinda Gordon (107 épisodes) - également productrice de 85 épisodes, de 2005 à 2009 et productrice exécutive de 21 épisodes, de 2009 à 2010 et réalisatrice de 3 épisodes)
- 2010 : New York, unité spéciale (Law and Order: Special Victims Unit) : Vicki Alicia Sayers / Julie McManus (saison 12, épisode 3)
- 2011 : Love Bites : elle-même (saison 1, épisode 1 + épisode pilote non diffusé)
- 2011-2014 : Hot in Cleveland : Emmy Chase (saison 2, épisode 17; saison 3, épisode 9 et saison 5, épisode 5)
- 2012-2013 : The Client List : Riley Parks (25 épisodes) - également productrice exécutive de 25 épisodes, scénariste de 1 épisode et réalisatrice de 3 épisodes)
- 2014-2015 : Esprits criminels (Criminal minds) : Kate Callahan (rôle principal - saison 10, 23 épisodes)
- depuis 2018 : 9-1-1 : Maddie Buckley (rôle principal depuis la saison 2)

### Comme productrice
- 2002 : One Knight de Helena Kriel

## Discographie

### Albums
- 1992 : Love Songs
- 1995 : Let's Go Bang
- 1996 : Jennifer Love Hewitt
- 2002 : BareNaked
- 2006 : Cool with You: The Platinum Collection

### Clips
- 1990 : Heart of Glass d'elle-même
- 1992 : Please Save Us the World d'elle-même
- 1995 : Couldn't Find Another Man d'elle-même
- 1999 : How Do I Deal d'elle-même
- 2001 : Hero d'Enrique Iglesias
- 2002 : I'm Gonna Love You d'elle-même
- 2002 : BareNaked d'elle-même
- 2003 : Can I Go Now d'elle-même
- 2012 : Big Spender d'elle-même
- 2013 : I'm a Woman d'elle-même

## Distinctions
Sauf indication contraire ou complémentaire, les informations mentionnées dans cette section proviennent de la base de données IMDb.

### Récompenses
- 1994 : Young Artist Awards de la meilleure interprétation d'ensemble pour une série câblée dans Kids Incorporated, partagé avec le reste de la distribution* 1998 : Blockbuster Entertainment Awards de la meilleure révélation féminine dans un film d'horreur pour Souviens-toi... l'été dernier (1997).
- 1999 : Blockbuster Entertainment Awards de la meilleure actrice dans un film d'horreur pour Souviens-toi... l'été dernier 2 (1998).
- 1999 : Teen Choice Awards de la meilleure actrice dans un film d'horreur pour Souviens-toi... l'été dernier 2 (1998).
- People's Choice Awards 2000 : Meilleure actrice dans une nouvelle série pour Sarah
- Kids' Choice Awards 2003 : Meilleure bagarre pour Le Smoking
- DVD Premiere Awards 2003 : Meilleure chanson originale pour Le Bossu de Notre-Dame 2, prix partagé avec Chris Canute
- 2006 : Family Awards de la meilleure actrice de télé dans une série télévisée dramatique pour Ghost Whisperer (2005-2010).
- Saturn Awards 2007 : Meilleure actrice de télévision dans une série télévisée dramatique pour Ghost Whisperer (2005-2010).
- Saturn Awards 2008 : Meilleure actrice de télévision dans une série télévisée dramatique pour Ghost Whisperer (2005-2010).

### Nominations
- 1990 : Young Artist Awards de la meilleure distribution dans une comédie familiale pour Kids Incorporated (1984–1993).
- 1993 : Young Artist Awards de la meilleure distribution dans une comédie familiale pour Kids Incorporated (1984–1993).
- Young Artist Awards 1996 : Meilleure actrice et chanteuse
- YoungStar Awards 1997 : Meilleure actrice dans une série dramatique pour La Vie à cinq
- Young Artist Awards 1998 : Meilleure jeune actrice dans un film pour Souviens-toi... l'été dernier
- Blockbuster Entertainment Awards 1998 : Meilleure actrice dans un film d'horreur pour Souviens-toi... l'été dernier
- Teen Choice Awards 1999 :
  - Meilleure actrice dans une série dramatique pour La Vie à cinq
  - Meilleure scène la plus distinguée dans un film d'horreur pour Souviens-toi... l'été dernier
- MTV Movie Awards 1999 : Meilleure interprétation féminine dans une comédie romantique pour Big Party
- Young Artist Awards 1999 : Meilleure interprétation féminine dans une comédie romantique pour Big Party
- Kids' Choice Awards 2000 : Meilleure actrice dans une série pour La Vie à cinq
- Teen Choice Awards 2001: Meilleure actrice dans une comédie romantique pour Beautés empoisonnées
- Teen Choice Awards 2003 : Meilleure chanteuse et actrice
- 2006 : Kids' Choice Awards de la meilleure actrice dans une série télévisée dramatique pour Ghost Whisperer (2005-2010).
- Saturn Awards 2006 : Meilleure actrice de télévision dans une série télévisée dramatique pour Ghost Whisperer (2005-2010).
- 2006 : People's Choice Awards de la meilleure actrice dans une série télévisée dramatique pour Ghost Whisperer (2005-2010).
- 2007 : People's Choice Awards de la meilleure actrice dans une série télévisée dramatique pour Ghost Whisperer (2005-2010).
- 2007 : Teen Choice Awards de la meilleure actrice dans une série télévisée dramatique pour Ghost Whisperer (2005-2010).
- 2008 : People's Choice Awards de la meilleure actrice dans une série télévisée dramatique pour Ghost Whisperer (2005-2010).
- 2008 : TV Land Awards de la meilleure actrice dans une série télévisée dramatique pour Ghost Whisperer (2005-2010).
- Saturn Awards 2009 : Meilleure actrice de télévision dans une série télévisée dramatique pour Ghost Whisperer (2005-2010).
- 2010 : People's Choice Awards de la meilleure actrice dans une série télévisée dramatique pour Ghost Whisperer (2005-2010).
- Saturn Awards 2010 : Meilleure actrice de télévision dans une série télévisée dramatique pour Ghost Whisperer (2005-2010).
- Golden Globes 2011 : Meilleure actrice dans une mini-série pour La Double Vie de Samantha (2010).

## Voix francophones
En France, Sophie Arthuys est la voix française régulière de Jennifer Love Hewitt depuis la série La Vie à cinq en 1995.
Au Québec, Camille Cyr-Desmarais et Aline Pinsonneault sont les voix québécoises les plus régulières de l'actrice, qui l'ont doublé respectivement dans quatre et trois films.

## Anecdotes
- Elle est sortie avec Freddie Prinze Jr. pendant le tournage de Souviens-toi... l'été dernier.[réf. souhaitée][pertinence contestée]
- Elle a auditionné pour incarner le rôle de Juliette dans Roméo + Juliette mais c'est finalement Claire Danes qui a été choisie[71].
- Elle devait incarner Darlene Davis dans Bangkok, aller simple mais a été remplacée par Kate Beckinsale à cause de différends sur le tournage[71].
- Elle a également auditionné pour le rôle de Tricia Jones pour le film Les Glandeurs[71].
- Comme Claire Danes et Natalie Portman, elle a été pressentie pour le rôle-titre de Lolita, qu'a finalement obtenu Dominique Swain[71].
- Dans le film Si seulement…, elle interprète deux chansons : Love Will Show You Everything et Take My Heart Back[72]. Elle interprète également dans le film Souviens-toi... l'été dernier 2, la chanson How Do I Deal[72].
- Elle a raconté, lors d'une interview avec la chaîne américaine ABC, utiliser une crème « cristallisée » sur ses parties intimes : « C’est trop mignon car ça rend mon vagin étincelant. On dirait une boule de disco. Je pense que toutes les femmes devraient essayer[73] »[pertinence contestée].
- À la suite du départ de Shannen Doherty, Aaron Spelling lui a proposé le rôle de Paige Matthews dans la série Charmed mais elle a refusé[71].